# زاكا

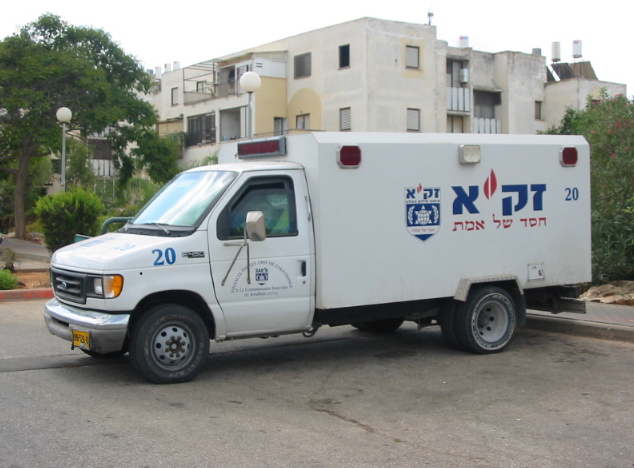

زاكا (بالإنجليزية: ZAKA بالعبرية: זק"א) حرفيًا تعني "تحديد ضحايا الكوارث"، هو عبارة عن سلسلة من فريق الاستجابة للطوارئ المجتمعية في إسرائيل، تتواجد فرق التشغيل في كل مخفر الشرطة (يوجد اثنان في المنطقة الوسطى لإعتبارات جغرافية) يتم التعرف على هذه المنظمات من قبل الحكومة الإسرائيلية وإسمه الكامل هو "زاكا - تحديد الهوية، والاستخراج والإنقاذ - اللطف الحقيقي".
أعضاء زاكا معظمهم من اليهود الأرثوذكس ويقدمون المساعدة لطواقم الإسعاف، ويساعدون في التعرف على ضحايا الإرهاب وحوادث الطرق وغيرها من الكوارث، وعند الضرورة يجمعون أشلاء الجثث والدماء المتساقطة من أجل الدفن المناسب، كما يقدمون الإسعافات الأولية وخدمات الإنقاذ، ويساعدون في البحث عن الأشخاص المفقودين ويشاركون في عمليات الإنقاذ والإنقاذ الدولية.
مؤسسي وأعضاء زاكا حريصون على ضمان أن يتم دفن جثث الضحايا اليهود وفقًا للشرع والقانون اليهودي. بعد أعمال الإرهاب يقوم متطوعو زاكا أيضًا بجمع جثث وأعضاء أجساد غير اليهود، بما في ذلك الانتحاريون لإعادتها إلى عائلاتهم.
تشير عبارة Chesed shel Emet إلى فعل «لطف الحقيقة» لمنفعة الموتى اليهود، وهو ما يعتبر «لطفًا حقيقيًا»، لأنهم مصممون على التأكيد بأن جثث اليهود يجب أن تُدفن وفقاً للشريعة اليهودية.

## التاريخ
بدأت المنظمة التي سبقت زاكا عندما تجمعت مجموعة من المتطوعين للمساعدة في استعادة رفات بشرية من هجوم إرهابي على خط الحافلات 405 في إسرائيل في عام 1989.
تم إنشاء شبكة زاكا في أوائل الخمسينيات من القرن الماضي، وتأسست في التسعينيات من قبل يهودًا مشي زهاف والحاخام موشيه أيزنباخ والحاخام تسفي حسين كمنظمة غير ربحية بالإضافة إلى وضعها الشرطي، جاء هذا الترتيب بعد منظمة زاكا التي أسسها الحاخام جيلبشتاين في عام 1989.
توسعت أنشطة زاكا بشكل سريع خلال إنتفاضة الأقصى (من سبتمبر 2000)، عندما أدت التفجيرات الإنتحارية الإرهابية المتكررة إلى خلق العديد من الكوارث، حيث تناثرت أشلاء وأجساد العديد من الضحايا حول مواقع التفجيرات.
في عام 2004 توجهت مجموعة من متطوعي زاكا إلى لاهاي، حيث دمر حطام الحافلة في تفجير إنتحاري في حافلة القدس في 29 يناير 2004. تم نقل الحطام إلى جانب صور 950 ضحية للإرهاب إلى واشنطن العاصمة من أجل حث حكومة الولايات المتحدة على العمل ضد الإرهاب ، تم عرض الحافلة لاحقًا في جامعات أمريكية مختلفة.
في يناير 2016 بعد محاولتين فاشلتين، تم منح زاكا مكانة من قبل الأمم المتحدة كمنظمة استشارية غير حكومية.

## منظمة
حاليًا تمول الحكومة الإسرائيلية ثلاث منظمات زاكا مقسمة ديموغرافيًا إلى مناطق شرطة مختلفة في إسرائيل. تغطي زاكا تل أبيب منطقة تل أبيب.. وفقًا لتقرير الشرطة الأخير استجابت زاكا تل أبيب لـ 550.33٪ مكالمات وأكثر وكان لديها 410.20٪ متطوعون يستجيبون لحالات الطوارئ أكثر من أي زاكا آخر.
في عام 2010 بلغ عدد متطوعي زاكا 1500 ، يعمل هؤلاء المتطوعون بالتنسيق مع الوكالات الحكومية الإسرائيلية على أي حالة وفاة غير طبيعية بما في ذلك حوادث السيارات والتفجير الإرهابي والقتل أو الانتحار. بعد تدريبهم كمسعفين وفي الإسعافات الأولية، يحاول المتطوعون الذين هم تحت الطلب على مدار الساعة وطوال أيام الأسبوع إحياء الضحايا، وإذا لم ينجحوا في ذلك فإنهم يحترمون الموتى.
لدى زاكا أيضًا وحدتان مكونتان من متطوعين بدو ومسلمين ودروز لخدمة المجتمعات غير اليهودية في إسرائيل، وخاصة البدو في النقب والدروز في الجليل. وفقًا للقانون الديني اليهودي والإسلامي، من المهم معاملة الموتى باحترام، سواء كان ذلك من خلال تغطية الجثث حتى لا يتمكن الآخرون من رؤيتهم أو جمع كل جزء من جثثهم للدفن بما في ذلك الدم. تعمل هذه الوحدات أيضًا عندما لا يتمكن اليهود المتدينون في يوم السبت والأعياد اليهودية. وفقًا للشريعة اليهودية قد ينتهك اليهود يوم السبت لإنقاذ حياة، ولكن ليس للتعامل مع الموتى.

## عمليات الإنقاذ والإنعاش الأولية
في أواخر عام 2004 وأوائل عام 2005  قدم أعضاء زاكا المساعدة في تايلاند وسريلانكا والهند وإندونيسيا في أعقاب زلزال المحيط الهندي عام 2004. وبحسب ما ورد أطلقت فرق الطب الشرعي على المجموعة اسم «الفريق الذي ينام مع الموتى» لأنهم كانوا يكدحون ما يقرب من 24 ساعة في اليوم في المعابد البوذية في تايلاند التي تحولت إلى مشارح لتحديد أولئك الذين ماتوا في كارثة تسونامي. تجربة أعضاء زاكا الذين يرون 38 جثة أسبوعياً في المتوسط في إسرائيل، ساعدت فريق الطب الشرعي الإسرائيلي على التعرف على الجثث بشكل أسرع من العديد من فرق الطب الشرعي الأخرى التي عملت في تايلاند في أعقاب الكارثة، مما جعلهم في حالة عالية الطلب مع الأسر المكلومة.
في فبراير 2007 أرسلت زاكا فريق بحث وإنقاذ مكون من 10 أشخاص، يتكون أساسًا من غواصين إنقاذ، إلى باريس للبحث عن مسؤول دفاعي إسرائيلي مفقود. تم تمويل المهمة من قبل وزارة الدفاع بتكلفة متوقعة 80000 دولار.
في نوفمبر 2008 ذهب متطوعو زاكا إلى مومباي الهند بعد الهجمات الإرهابية التي شملت مركزًا يهوديًا من بين أهدافها.
في أعقاب زلزال هايتي عام 2010  وصل وفد من وحدة البحث والإنقاذ الدولية زاكا المكون من ستة أفراد إلى هايتي للمساعدة في جهود البحث والإنعاش من خلال العمل مع الوفد العسكري المكسيكي والمتطوعين اليهود من المكسيك، تم إنقاذ ثمانية طلاب محاصرين تحت أنقاض مبنى جامعة بورت أو برنس المنهار المكون من ثمانية طوابق في اليوم الأول بعد وصولهم.
تم إرسال فرق من متطوعي زاكا إلى اليابان في مارس 2011 للمساعدة في البحث والإنقاذ بعد الزلزال المدمر والتسونامي اللاحق.
ذهب فريق زاكا مع بعثة إسرائيلية إلى نيبال في أواخر أبريل 2015 للمساعدة في البحث عن الضحايا في أعقاب الزلزال والإنهيارات الجليدية اللاحقة.
في كانون الثاني (يناير) 2017 عمل فريق من متطوعي زاكا لوقت إضافي في البحث عن ناجين بعد زلزال 7.0 في بورت أو برنس هايتي.
في يناير 2019 إنتشر فريق من زاكا في البرازيل لإجراء عمليات البحث والإنقاذ بعد إنهيار سد في برومادينيو.

## الإعتراف العلني
أدى تفاني أعضاء زاكا والطريقة المهنية التي تعاملوا بها مع المشاهد الصعبة والمأساوية، مثل معاملة جثث الضحايا الذين قتلوا في التفجيرات الانتحارية، إلى إحترام وإعجاب الجمهور. سرعان ما تم الاعتراف بمساهمة زاكا العظيمة في المجتمع الإسرائيلي مكن هذا الإعتراف زاكا من تجنيد المزيد من المتطوعين، ومع تزايد التبرعات المالية، وشراء المعدات المتطورة، مثل مجموعات الإسعافات الأولية، وسيارات الإسعاف، و MIRS (الاتصالات) والدراجات النارية للاستجابة السريعة.
مكنت الزيادة في السمعة والتبرعات والقوى العاملة زاكا من المشاركة في أنشطة تطوعية إضافية تتجاوز تحديد ضحايا الكوارث وتقديم الإسعافات الأولية، وتشمل هذه الأنشطة الأخرى مساعدة كبار السن والمبادرات التعليمية لمنع حوادث الطرق.
تم تكريم أحد مؤسسي زاكا يهودا مشي زهاف، بإضاءة منارة فخرية في إحتفالات يوم الاستقلال الإسرائيلي الخامس والخمسين على جبل هرتسل في القدس، مكان الدفن المبجل لمؤسس الصهيونية الحديثة تيودور هرتزل.

## الجدل
في أغسطس 2007  اتهم أعضاء زاكا بإحراق محرقة سرية في إسرائيل، يعتقد معظم اليهود أنه يجب دفن اليهود وفقًا للتقاليد الدينية وليس حرق جثثهم، وبحسب ما ورد وصف مؤسس زاكا يهودا ميشى زهاف وجود محرقة الجثث بأنه «تدنيس الموتى» وأن محرقة الجثث «كان من المقرر أن تختفي في ألسنة اللهب» ونفت زاكا بشدة أي تورط لها في الحرق العمد.